# Ilse Geisler
Ilse Geisler (n. 10 ianuarie 1941, Kunowice⁠(d), Gmina Słubice, Lubusz Voivodeship⁠(d), Voievodatul Lubusz, Polonia) este o sportivă ce a reprezentat Germania, medaliată olimpică. A participat la o ediție a Jocurilor Olimpice (1964) în care a câștigat o medalie de argint.

## Participări
Lista de mai jos prezintă principalele competiții la care a participat Ilse Geisler de-a lungul carierei.
- Sanie la Jocurile Olimpice de iarnă din 1964 - Simplu (feminin)[*]